# Altura (Spagna)
Altura è un comune spagnolo di 3 140 abitanti situato nella comunità autonoma Valenciana.

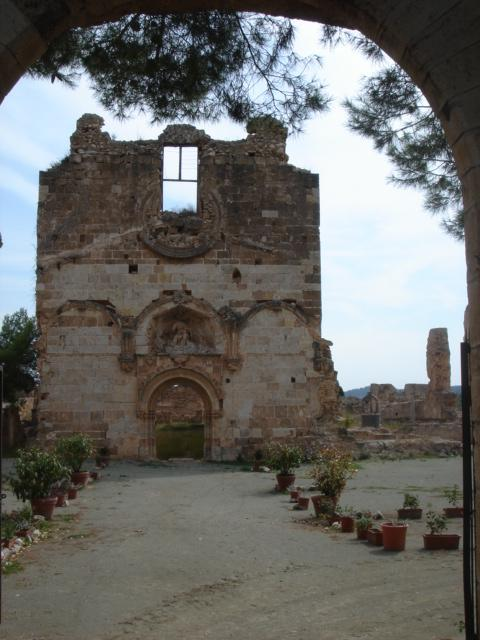
Ruderi della Certosa di Valldecrist